# 중앙값

중앙값(中央-, 영어: median) 또는 중위수(中位數)는 어떤 주어진 값들을 크기의 순서대로 정렬했을 때 가장 중앙에 위치하는 값을 의미한다. 예를 들어 1, 2, 100의 세 값이 있을 때, 2가 가장 중앙에 있기 때문에 2가 중앙값이다.
값이 짝수개일 때에는 중앙값이 유일하지 않고 두 개가 될 수도 있다. 이 경우 그 두 값의 평균을 취한다. 예를 들어 1, 10, 90, 200 네 수의 중앙값은 10과 90의 평균인 50이 된다.
중앙값(median)은 중심경향치(center tendency)의 하나로 전체 데이터 중 가운데에 있는 수치 값이다. 직원이 100명인 회사에서 직원들 연봉 평균은 5천만원인데 사장의 연봉이 100억인 경우, 회사 전체의 연봉 평균은 1억 4851만 원이다. 이처럼 극단적인 값이 있다면 중앙값이 평균값보다 유용하다.

## 확률 분포
확률 분포에서, 실수 {\displaystyle m}이 다음 식을 만족할 경우 그 값을 확률분포 {\displaystyle \operatorname {P} }의 중앙값이라고 정의한다.
{\displaystyle \operatorname {P} (X\leq m)\geq {\frac {1}{2}}\quad \land \quad \operatorname {P} (X\geq m)\geq {\frac {1}{2}}}

## 중앙값과 평균
산술평균의 경우 모든 관측치의 값을 다 반영하므로 지나치게 작거나 큰 값들의 영향을 많이 받게 된다. 중앙값은 그 값보다 크거나 작은 관측치는 전혀 고려하지 않으므로, 지나치게 크거나 작은 값들의 영향을 받지 않는다.

## 같이 보기
- 산술 평균
- 체비쇼프 부등식
- 최빈값
- 사분위수
- 중앙값 절대 편차

## 참고
1. ↑  나가노 히로유키 (2016). 《통계가 빨라지는 수학력: 빅데이터 분석에 필요한 기본 수학》. 비전코리아. 60쪽. ISBN 9791157711611. 2017년 9월 23일에 원본 문서에서 보존된 문서.
2. ↑  김태웅, 《통계학 개론》, 신영사, 2013, p. 42-44